# Cecropia
Cecropia là chi thực vật có hoa trong họ Tầm ma.

## Các loài
Chi này gồm các loài:
- Cecropia albicans
- Cecropia andina
- Cecropia angulata
- Cecropia angustifolia
- Cecropia annulata
- Cecropia bullata
- Cecropia chlorostachya
- Cecropia concolor
- Cecropia david-smithii
- Cecropia dealbata
- Cecropia distachya
- Cecropia elongata
- Cecropia engleriana
- Cecropia ficifolia
- Cecropia gabrielis
- Cecropia garciae
- Cecropia glaziovii
- Cecropia goudotiana
- Cecropia granvilleana
- Cecropia herthae
- Cecropia heterochroma
- Cecropia hispidissima
- Cecropia hololeuca
- Cecropia idroboi
- Cecropia insignis
- Cecropia integra
- Cecropia kavanayensis
- Cecropia latiloba
- Cecropia litoralis
- Cecropia longipes
- Cecropia marginalis
- Cecropia maxima
- Cecropia megastachya
- Cecropia membranacea
- Cecropia metensis
- Cecropia montana
- Cecropia multisecta
- Cecropia mutisiana
- Cecropia obtusa
- Cecropia obtusifolia
- Cecropia pachystachya
- Cecropia palmata
- Cecropia pastasana
- Cecropia peltata
- Cecropia pittieri
- Cecropia plicata
- Cecropia polystachya
- Cecropia purpurascens
- Cecropia putumayonis
- Cecropia radlkoferana
- Cecropia reticulata
- Cecropia sararensis
- Cecropia saxatilis
- Cecropia schreberiana
- Cecropia sciadophylla
- Cecropia silvae
- Cecropia strigosa
- Cecropia subintegra
- Cecropia tacuna
- Cecropia telealba
- Cecropia telenitida
- Cecropia ulei
- Cecropia utcubambana
- Cecropia velutinella
- Cecropia virgusa